# 土佐リハビリテーションカレッジ
土佐リハビリテーションカレッジ（とさリハビリテーションカレッジ）とは、高知県高知市大津にある専修学校である。

## 沿革
（沿革の出典は法人公式サイト）
- 1992年6月22日 - 運営法人となる社団法人土佐香南会設立。
- 1993年4月1日 - 高知県香美郡香我美町山北2833番地に香南リハビリテーション大学校 開校、理学療法士・作業療法士養成施設の指定。[2]
- 1993年4月7日 - 第1回入学式 第1期生 理学療法学科33名、作業療法学科33名入学。
- 1995年2月21日 - 学校教育法に基づく専修学校の認可 校名を「土佐リハビリテーションカレッジ」に変更。
- 2003年3月27日 - 運営法人を学校法人土佐リハ学院に移行。
- 2009年4月1日 - 校舎を高知市大津に移転。
- 2023年10月25日 - 文部科学省から高知健康科学大学の設置認可を受けたことに伴い、2024年より学生募集停止。

## 概要
- 埼玉県にある人間総合科学大学と提携を結び、学士号取得支援教育（ダブルスクール制度）を実施している。
- 理学療法学科、作業療法学科の双方において4年制での教育を行っており、卒業すると高度専門士の称号が得られる。
- 2024年4月に高知健康科学大学の開設を目指しており、[3][4][5]予定通り開学が決定した。このため、土佐リハビリテーションカレッジとしての学生募集は2023年が最終となる。[6]

## 所在地
高知県高知市大津乙2500-2

## アクセス
- とさでん交通後免線新木停留場下車、徒歩3分[7]
- 校舎の北側には、高知公共職業安定所（ハローワーク高知）がある。[8]

## 学科
- 理学療法学科（4年）
- 作業療法学科（4年）

## サークル活動
以下のサークルが活動している。 

- バレー部
- 美術部
- バドミントン部
- 硬式テニス部
- 野球部
- 写真部
- フットサル部
- 軽音サークル
- ダンスサークル
- レクリエーション研究会

## 学園祭
学園祭は「かんきつ祭」と呼ばれている。

## 同窓会
土佐リハビリテーションカレッジ同窓会「未来会」は、本校第１期生卒業時に設立され、卒業生によって運営されている。
「未来会」では、卒業生の更なる知識・技術の向上を目的とした勉強会の開催や、先輩・後輩の繋がりを活かした学術情報の共有など、対象者にとって、より良いリハビリテーションプログラムの提供につながる取り組みを展開している。

## 公式サイト
- 土佐リハビリテーションカレッジ
- 高知健康科学大学